# None More Black
I None More Black sono stati un gruppo post-hardcore statunitense formato nel New Jersey nel 2000 dal cantante e chitarrista Jason Shevchuk dopo lo scioglimento del suo gruppo precedente, i Kid Dynamite di Filadelfia.
La formazione ha pubblicato due album in studio, con l'etichetta Fat Wreck Chords, oltre ad un EP ed un singolo. Nel gennaio 2007 la formazione ha comunicato la decisione di prendere una pausa, mentre il 7 luglio 2008 hanno annunciato la riunione e la registrazione di un nuovo album.

## Discografia

### Album in studio
- 2003 - File Under Black (Fat Wreck Chords)
- 2006 - This Is Satire (Fat Wreck Chords)

### Demo
- 2002 - None More Black

### EP
- 2004 - Loud About Loathing (Sabot)

### Singoli
- 2001 - Seven Inch (Sub-Division)

### Compilation
- 2004 - In Honor: A Compilation to Beat Cancer (Vagrant) - They Got Milkshakes
- 2004 - Rock Against Bush, Vol. 1 (Fat Wreck Chords) - Nothing to Do When You're Locked in a Vacancy
- 2007 - Prisoners of War: A Benefit for Peter Young (The Saturday Team) - Burning Up the Headphones

## Formazione

### Formazione attuale
- Jason Shevchuk - voce, chitarra
- Paul Delaney - basso
- Colin McGinniss - chitarra
- Jared Shavelson - batteria

### Ex componenti
- Jeff Shevchuk - chitarra
- Mike McEvoy - batteria
- David Wagenschutz - batteria
- Emmett Menke - batteria